# Claire Forlani
Claire Antonia Forlani (Twickenham, London, 1971. december 17. –)  angol színésznő.

## Fiatalkora
Twickenhamben született a brit Barbara Dickinson és az olasz származású Pier Forlani menedzser lányaként. 11 éves korában Londonban beiratkozott egy művészetoktatási iskolába. Hat évig táncolni tanult, majd fellépett a Diótörő és az Orfeusz az alvilágban című darabokban is.

## Pályafutása
1993-ban szüleivel San Franciscóba költözött, hogy jobb szereplési lehetőségeket biztosítsanak számára. Ezt követően szerepet kapott a FK: Az ifjúság évei című minisorozatban és a Rendőrakadémia 7. – Moszkvai küldetés című filmben. 1995-ben ő játszotta Brandi Svenningt a Shop-show című vígjátékban. 1996-ban Nicolas Cage és Sean Connery oldalán tűnt fel A szikla című akciófilmben.
Az áttörést az 1998-as Ha eljön Joe Black hozta meg számára, melyben Anthony Hopkins és Brad Pitt partnereként szerepelt. 2001-ben ő lett a L’Oréal új arca. 2003-ban együtt játszott Jackie Channel A medál című akcióvígjátékban. 2006 őszén csatlakozott visszatérő szereplőként a CSI: New York-i helyszínelők csapatához mint dr. Peyton Driscoll halottkém. 2007 februárjában megkapta Tori Bodeen szerepét a Nora Roberts regényéből készült Holdfogyatkozás című filmben.

## Magánélete
2007 óta Dougray Scott skót színész házastársa, 2014-ben született meg Milo Thomas Scott nevű fiuk.
2017-ben beszámolt arról, hogy öt alkalommal is menekülnie kellett Harvey Weinstein producer kéretlen szexuális közeledései elől.

## Filmográfia

### Film
| Év   | Magyar cím                            | Eredeti cím                       | Szerep            | Magyar hang         |
| ---- | ------------------------------------- | --------------------------------- | ----------------- | ------------------- |
| 1992 | Golyóálló szerelem                    | Gypsy Eyes                        | Katarina          |                     |
| 1994 | Rendőrakadémia 7. – Moszkvai küldetés | Police Academy: Mission to Moscow | Katrina           | Rudolf Teréz        |
| 1995 | Shop-show                             | Mallrats                          | Brandi Svenning   | Hámori Eszter       |
| 1996 | A szikla                              | The Rock                          | Jade Angelou      | Báthory Orsolya     |
| 1996 | A graffiti királya                    | Basquiat                          | Gina Cardinale    | Nagy-Kálózy Eszter  |
| 1996 |                                       | Garage Sale (rövidfilm)           | Julia             |                     |
| 1997 | Szerelem utolsó vérig                 | The Last Time I Committed Suicide | Joan              |                     |
| 1998 | Átok és bosszú                        | Basil                             | Julia Sherwin     |                     |
| 1998 | Ha eljön Joe Black                    | Meet Joe Black                    | Susan Parrish     | Kisfalvi Krisztina  |
| 1998 |                                       | Into My Heart                     | Nina              |                     |
| 1999 | Mystery Men – Különleges hősök        | Mystery Men                       | Monica            | Majsai-Nyilas Tünde |
| 2000 |                                       | Magicians                         | Lydia             |                     |
| 2000 | Pasik és csajok                       | Boys and Girls                    | Jennifer Burrows  | Tóth Ildikó         |
| 2001 | Bízd a hackerre!                      | Antitrust                         | Alice Poulson     | Roatis Andrea       |
| 2002 | Balfék balhé                          | Triggermen                        | Emma Cutler       | Zsigmond Tamara     |
| 2003 |                                       | Northfork                         | Mrs. Hadfield     |                     |
| 2003 | A medál                               | The Medallion                     | Nicole James      | Németh Borbála      |
| 2004 | Bobby Jones: Egy legenda születése    | Bobby Jones: Stroke of Genius     | Mary Malone Jones | Pikali Gerda        |
| 2004 |                                       | Gone Dark (The Limit)             | Monica Prince     |                     |
| 2005 | Huligánok                             | Green Street                      | Shannon Dunham    | Mics Ildikó         |
| 2005 | Ripley a mélyben                      | Ripley Under Ground               | Cynthia           | Kisfalvi Krisztina  |
| 2006 | Oscar – vágy                          | For Your Consideration            | önmaga            |                     |
| 2007 | A király nevében                      | In the Name of the King           | Solana            | Peller Anna         |
| 2007 | Hallam Foe                            | Hallam Foe                        | Verity Foe        | Kisfalvi Krisztina  |
| 2008 | Emlékek hálójában                     | Flashbacks of a Fool              | Ruth felnőttként  |                     |
| 2008 |                                       | Beer for My Horses                | Annie Streets     |                     |
| 2009 | Nem feledve                           | Not Forgotten                     | Katie             |                     |
| 2009 | Shannon szivárványa                   | Shannon's Rainbow                 | Christine         |                     |
| 2011 | A szerelem konyhája                   | Love's Kitchen                    | Kate Templeton    | Kisfalvi Krisztina  |
| 2013 |                                       | Another Me                        | Ann Delusey       |                     |
| 2016 | Értékes rakomány                      | Precious Cargo                    | Karen             | Kisfalvi Krisztina  |
| 2017 |                                       | Crystal Inferno                   | Brianna Bronson   |                     |
| 2018 | Felejthetetlen utazás                 | Head Full of Honey                | igazgatónő        |                     |
| 2019 | Gyilkos viszony                       | An Affair to Die For              | Holly             |                     |
| 2019 | Két lépés távolság                    | Five Feet Apart                   | Meredith Newman   | Bertalan Ágnes      |
| 2020 | Fekete szépség                        | Black Beauty                      | Mrs. Winthrop     |                     |

### Televízió
| Év        | Magyar cím                    | Eredeti cím                                                | Szerep                 | Megjegyzések                                                   |
| --------- | ----------------------------- | ---------------------------------------------------------- | ---------------------- | -------------------------------------------------------------- |
| 1991–1992 |                               | Press Gang                                                 | Judy Wellman           | 2 epizód                                                       |
| 1993      | JFK: Az ifjúság évei          | JFK: Reckless Youth                                        | Ann Cannon             | tévéfilm                                                       |
| 2003      | A Pentagon-ügyirat            | The Pentagon Papers                                        | Patricia Marx          | tévéfilm                                                       |
| 2004      |                               | Memron                                                     | Vangela Clay           | tévéfilm                                                       |
| 2005      |                               | Untitled David Diamond/David Weissman Project              | Allison                | tévéfilm                                                       |
| 2005      | Árnyak toszkán verőfényben    | Shadows in the Sun                                         | Isabella Parish        | - tévéfilm - magyar hangja: - Náray Erika                      |
| 2006      |                               | Nightmares & Dreamscapes: From the Stories of Stephen King | Doris Frehman          | minisorozat (1 epizód)                                         |
| 2006–2010 | CSI: New York-i helyszínelők  | CSI: NY                                                    | Dr. Peyton Driscoll    | visszatérő szereplő (11 epizód)                                |
| 2007      | Nora Roberts: Holdfogyatkozás | Carolina Moon                                              | Victoria "Tory" Bodeen | - tévéfilm - magyar hangja: - Ruttkay Laura                    |
| 2009      | Hamis tanú                    | False Witness                                              | Pippa Porter           | - tévéfilm - magyar hangja: - Kovács Vanda                     |
| 2011      | A jég fogságában              | Ice                                                        | Jacqueline             | - minisorozat (2 epizód) - magyar hangja: - Kisfalvi Krisztina |
| 2011      | Camelot                       | Camelot                                                    | Igraine királyné       | - főszereplő (9 epizód) - magyar hangja: - Kisfalvi Krisztina  |
| 2011–2012 | NCIS: Los Angeles             | NCIS: Los Angeles                                          | Lauren Hunter          | visszatérő szereplő (7 epizód)                                 |
| 2016–2017 | Hawaii Five-0                 | Hawaii Five-0                                              | Alicia Brown           | visszatérő szereplő (6 epizód)                                 |
| 2016      |                               | Running for Her Life (aka Run to Me)                       | Allison                | tévéfilm                                                       |
| 2017      |                               | The Get                                                    | Ophelia                | tévéfilm                                                       |
| 2019      |                               | Departure                                                  | Janet                  | főszereplő (6 epizód)                                          |
| 2021–2023 |                               | Domina                                                     | Octavia                | főszereplő (7 epizód)                                          |

## Fordítás
- Ez a szócikk részben vagy egészben  a   Claire Forlani című angol Wikipédia-szócikk fordításán alapul.  Az eredeti cikk szerkesztőit annak laptörténete sorolja fel. Ez a jelzés csupán a megfogalmazás eredetét és a szerzői jogokat jelzi, nem szolgál a cikkben szereplő információk forrásmegjelöléseként.